# Costeni (okręg Marmarosz)
Costeni – wieś w Rumunii, w okręgu Marmarosz, w gminie Cupșeni. W 2011 roku liczyła 435 mieszkańców.